# 美國運輸部
美國運輸部（英語：United States Department of Transportation，簡稱DOT，又译美国交通部）是美國聯邦政府主管交通的美国联邦行政部门。

## 沿革
1966年10月15日，美国国会通过设立运输部法案。1967年4月1日，正式成立美国运输部，负责管理航空、铁路、联邦公路、海事、公共运输、管線（Pipelines）、基礎建設乃至與美國國防相關（例如轄下之聯邦海運總署即負有國家緊急時刻調徵「國防預備船隊」作為軍事戰爭或非軍事用途之權責）的運輸設施等。
2003年，运输安全管理局、美国海岸警卫队改隸美国國土安全部。

## 机构设置
美国运输部设部长（Secretary，行政等级第一级）、副部长（Under Secretary，行政等级第三级）、助理部长（Assistant Secretary，行政等级第四级〔相当于司局长级〕）三级官员。
- 运输部警察
- 国立运输大学
- 安全办公室
- 应急管理办公室
- 国立运输图书馆
- 国际事务办公室
- 运输部总监察长办公室（OIG）
- 运输统计局（英语：Bureau of Transportation Statistics）
- 美国联邦航空管理局
  - 空中交通组织（英语：Air Traffic Organization）
  - 无线电技术委员会
- 联邦公路局（英语：Federal Highway Administration）
- 联邦汽车安全局（英语：Federal Motor Carrier Safety Administration）
- 联邦铁路局
- 联邦运输局（英语：Federal Transit Administration）
- 美国海事局（英语：United States Maritime Administration）
  - 国家海运局
  - 美国商船队（英语：United States Merchant Marine）
    - 美国商船学院
      - 美国商船学院警察部
- 美国国家公路交通安全管理局
- 情报、安全和应急响应办公室
- 管道和危险物质安全局（英语：Pipeline and Hazardous Materials Safety Administration）
- 研究和创新技术局（英语：Research and Innovative Technology Administration）
  - 基础设施技术研究所（英语：Infrastructure Technology Institute）
- 圣劳伦斯海运系统
  - 圣劳伦斯海运发展公司（英语：Saint Lawrence Seaway Development Corporation）
  - 圣劳伦斯经济开发公司
- 地上交通运输委员会（英语：Surface Transportation Board）
- 社区发展金融机构基金（英语：Community Development Financial Institutions Fund）